# 蒙克吕
蒙克吕（法語：Montclus，法語發音：[mɔ̃kly]）是法国加尔省的一个市镇，位于该省北部偏东，属于尼姆区。该市镇总面积21.88平方公里，2009年时的人口为146人。

## 人口
蒙克吕人口变化图示